# Distichia filamentosa
Distichia filamentosa là một loài thực vật có hoa trong họ Bấc. Loài này được Buchenau mô tả khoa học đầu tiên năm 1879.